# Omphaletis destrigata
Omphaletis destrigata är en fjärilsart som beskrevs av Embrik Strand 1921. Omphaletis destrigata ingår i släktet Omphaletis och familjen nattflyn. Inga underarter finns listade i Catalogue of Life.